# Nathalie Armbruster
Nathalie Armbruster (* 2. Januar 2006 in Kniebis, Freudenstadt) ist eine deutsche Nordische Kombiniererin. Sie gewann als erste Deutsche einen Wettbewerb im Weltcup der Nordischen Kombination.

## Werdegang
Armbruster, die in ihrer Jugend auch aktiv schwamm und lief, begann im Alter von vier Jahren mit dem Langlaufen und startet seitdem für den SV-SZ Kniebis 1928. Als Achtjährige sprang sie erstmals von einer Skisprungschanze. Die folgenden Jahre trainierte sie am Stützpunkt in Baiersbronn. Sie gab am 22. Februar 2020 im Rahmen der Nordischen Skispiele der OPA in Villach ihr internationales Debüt und gewann dabei die Silbermedaille im Einzel sowie gemeinsam mit Marie Naehring und Emilia Görlich Gold im Team. Auch im Sommer gewann sie im Schüler Einzel Gold bei den OPA-Spielen in Hinterzarten. In den folgenden Jahren nahm sie regelmäßig an Nachwuchswettbewerben im Skispringen und der Nordischen Kombination wie dem Alpencup oder dem FIS Youth Cup teil. Armbruster lief dabei regelmäßig aufs Podest und feierte einige Siege. So gewann sie unter anderem viermal hintereinander die Gesamtwertung des Deutschen Schülercups.
Nachdem sie Anfang Februar 2022 bei den Nordischen Skispielen der OPA in Predazzo sowohl im Einzel als auch im Team Gold gewonnen hatte, ging sie zwei Wochen später in Eisenerz erstmals im Continental Cup an den Start. Armbruster belegte am ersten Wettkampftag den zwölften Rang, ehe sie tags darauf Achte wurde und sich somit die teaminterne Qualifikation für die Nordischen Junioren-Skiweltmeisterschaften 2022 in Zakopane sicherte. Dort gelang ihr mit der besten Laufleistung noch der Sprung auf das Podest, sodass sie hinter Annika Sieff und Haruka Kasai Bronze im Einzel holte. Zwei Tage später wurde sie mit Simon Mach, Jenny Nowak und Tristan Sommerfeldt Junioren-Weltmeisterin im Mixed Team. Zum Saisonabschluss stand sie erstmals im deutschen Weltcup-Aufgebot. So gab sie am 12. März beim Heim-Weltcup in Schonach ihr Debüt auf höchster Ebene und belegte dabei den 15. Platz. Nach einem vierzehnten Rang am zweiten Wettkampftag schloss sie den Winter auf dem 30. Rang der Gesamtweltcupwertung ab. Im Grand Prix 2022, der höchsten Wettkampfserie im Sommer, gewann sie am 3. September das Rennen in Tschagguns. In der Gesamtwertung wurde sie Zweite. Am 15. Oktober wurde Armbruster erstmals deutsche Meisterin.
Silbermedaille bei den Weltmeisterschaften 2023
Beim Auftakt in die Weltcup-Saison 2022/23 in Lillehammer belegte Armbruster als Dritte erstmals in ihrer Karriere das Weltcup-Podest und war damit zugleich die erste deutsche Athletin, der das gelang. In den folgenden Wochen bestätigte sie diesen Erfolg und erreichte sechs weitere Male das Podest. Bei den Nordischen Junioren-Skiweltmeisterschaften 2023 in Whistler wurde sie Zweite hinter Annika Sieff. Auch im Mixed-Team gewann sie gemeinsam mit Benedikt Gräbert, Cindy Haasch und Tristan Sommerfeldt die Silbermedaille. Wenige Wochen später stand sie im Aufgebot für die Nordischen Skiweltmeisterschaften 2023 in Planica. Bei der Eröffnungsfeier trug sie gemeinsam mit Vinzenz Geiger die deutsche Fahne. Mit der zweitbesten Sprungleistung lag Armbruster im Einzelwettbewerb 20 Sekunden hinter der Führenden Gyda Westvold Hansen. Auf der Loipe kam sie an die Norwegerin nicht mehr heran, behauptete sich aber gegenüber der Japanerin Haruka Kasai und der Norwegerin Ida Marie Hagen, womit sie die Silbermedaille gewann. Damit war sie die erste Deutsche, die bei einem Kombinationswettkampf der Frauen bei Weltmeisterschaften aufs Podest lief. Zwei Tage später belegte sie auch im Mixed-Team gemeinsam mit Vinzenz Geiger, Jenny Nowak und Julian Schmid den zweiten Rang. In der Gesamtweltcupwertung wurde sie ebenfalls Zweite.
Die folgende Saison begann im Sommer im Grand Prix. Bei drei von vier Einzel-Rennen stand Armbruster auf dem Podest, auch im Mixed-Teamsprint gemeinsam mit Julian Schmid wurde sie Zweite. Bei den deutschen Meisterschaften in Klingenthal verteidigte Armbruster ihren Meistertitel im Einzel. Im Weltcup gehörte sie erneut zur Weltspitze, wenngleich sie mit dem fünften Rang in der Gesamtwertung etwas schwächer abschnitt als in der Vorsaison.
Erster Weltcupsieg beim Nordic Combined Triple
In der Weltcup-Saison 2024/25 lief Armbruster regelmäßig aufs Podest. Vom 31. Januar bis 2. Februar 2025 fand erstmals das Nordic Combined Triple in Seefeld für Frauen statt. Den Massenstart am ersten Wettkampftag beendete Armbruster auf Rang drei. Tags darauf wurde die Dominatorin des Winters Ida Marie Hagen, die zuvor alle Weltcup-Rennen gewonnen hatte, disqualifiziert. Diese Chance nutzte Armbruster aus und gewann das Compact-Rennen mit der besten Sprung- und Laufleistung des Tages. Damit wurde sie zur ersten deutschen Kombiniererin, die einen Wettbewerb im Weltcup gewinnen konnte. Armbruster gewann auch das Gundersen-Einzel am dritten Wettkampftag und sicherte sich damit den Triple-Gesamtsieg. Zudem übernahm sie erstmals in ihrer Karriere das gelbe Trikot der Weltcupgesamtführenden. 
Bei den Nordischen Skiweltmeisterschaften 2025 in Trondheim belegte Armbruster im Massenstart den sechsten Rang.
Im März 2025 gewann sie mit dem Sieg im Weltcup der Nordischen Kombination 2024/25 erstmals den Gesamtweltcup.

## Erfolge

### Weltcup-Siege im Einzel
| Nr. | Datum           | Ort     | Disziplin                 |
| --- | --------------- | ------- | ------------------------- |
| 1.  | 1. Februar 2025 | Seefeld | Compact Normalschanze 1   |
| 2.  | 2. Februar 2025 | Seefeld | Gundersen Normalschanze 2 |
| 3.  | 9. Februar 2025 | Otepää  | Compact Normalschanze     |

### Grand-Prix-Siege im Einzel
| Nr. | Datum             | Ort         | Disziplin               |
| --- | ----------------- | ----------- | ----------------------- |
| 1.  | 3. September 2022 | Tschagguns  | Gundersen Normalschanze |
| 2.  | 1. September 2024 | Chaux-Neuve | Einzel Compact          |

### Grand-Prix-Siege im Team
| Nr. | Datum           | Ort            | Disziplin    |
| --- | --------------- | -------------- | ------------ |
| 1.  | 27. August 2022 | Oberwiesenthal | Mixed-Team 1 |

### Continental-Cup-Siege im Einzel
| Nr. | Datum           | Ort      | Disziplin             |
| --- | --------------- | -------- | --------------------- |
| 1.  | 25. Januar 2025 | Schonach | Compact Normalschanze |

## Statistik

### Platzierungen bei Weltmeisterschaften
| Jahr und Ort   | Wettbewerb | Wettbewerb  | Wettbewerb |
| Jahr und Ort   | Gundersen  | Massenstart | Mixed-Team |
| -------------- | ---------- | ----------- | ---------- |
| 2023 Planica   | 02.        | —           | 02.        |
| 2025 Trondheim | 08.        | 06.         | 02.        |

### Weltcup-Platzierungen
| Saison  | Platz | Punkte |
| ------- | ----- | ------ |
| 2021/22 | 30.   | 0034   |
| 2022/23 | 02.   | 0589   |
| 2023/24 | 05.   | 0928   |
| 2024/25 | 01.   | 1130   |

### Grand-Prix-Platzierungen
| Saison | Platz | Punkte |
| ------ | ----- | ------ |
| 2022   | 02.   | 0260   |
| 2023   | 02.   | 0320   |
| 2024   | 03.   | 0320   |

### Continental-Cup-Platzierungen
| Saison  | Platz | Punkte |
| ------- | ----- | ------ |
| 2021/22 | 17.   | 0054   |
| 2024/25 | 23.   | 0100   |

### Platzierungen bei Deutschen Meisterschaften
| Jahr und Ort              | Wettbewerb | Wettbewerb |
| Jahr und Ort              | Einzel     | Teamsprint |
| ------------------------- | ---------- | ---------- |
| 2021 Oberhof/Zella-Mehlis | 08.        | —          |
| 2022 Hinterzarten         | 01.        | 04.        |
| 2023 Klingenthal          | 01.        | 02.        |
| 2024 Oberhof/Zella-Mehlis | 02.        | 01.        |

## Auszeichnungen
- 2023: FIS Nordische Kombination Rookie des Jahres[8]
- 2023: Newcomerin des Jahres im Rahmen der Gala für die Sportler des Jahres[9]
- 2024: Goldener Ski des Deutschen Skiverbandes[10]

## Öffentliches Auftreten
Nathalie Armbruster ist Botschafterin der Gartenschau 2025 in Freudenstadt und Baiersbronn.

## Privates
Armbruster besucht das Kepler-Gymnasium in Freudenstadt.